# Biesestraat
De Biesestraat is een straatnaam en helling in Sint-Blasius-Boekel bekend van de wielerklassieker Omloop Het Nieuwsblad. 

## Wielrennen
De helling wordt in 2022 samen met de Marlboroughstraat opgenomen in de Omloop Het Nieuwsblad, beide hellingen fungeren als vervanger voor de Molenberg waar op dat moment wegenwerken bezig zijn.